# Швец, Геннадий Васильевич (футболист)
Геннадий Васильевич Швец (9 сентября 1939, Луганская область — апрель 2000, Донецк) — советский футболист, защитник.
Начинал выступать за «Шахтёр» Донецк. В октябре 1961 и сентябре 1962 провёл в чемпионате СССР четыре матча, забил один гол. В 1963—1965 годах играл в классе «Б» за СКА Киев, в 1966 — во второй группе класса «А» за «Звезду» Кировоград, в 1967 — в классе «Б» за «Авангард» Макеевка. 1968 год начал в «Шахтёре» Свердловск, затем играл в первенстве КФК за «Шахтёр» Южно-Сахалинск. В 1969 году был в составе «Сахалина» Южно-Сахалинск, в 1970 — «Авангарда» Макеевка.